# Новолобинский
Новолобинский — посёлок в Краснозёрском районе Новосибирской области. Входит в состав Лобинского сельсовета. 

## География
Площадь посёлка — 43 гектара.

## Население
| 2002 | 2007 | 2010 |
| ---- | ---- | ---- |
| 50   | ↘27  | ↘3   |

## Инфраструктура
В посёлке по данным на 2007 год функционирует 1 учреждение здравоохранения.